# Cees van Rootselaar
Cees van Rootselaar (Den Helder, 4 april 1966) is een voormalig Nederlands basketballer en coach. Van Rootselaar is 1,88 m groot en speelde als speler vooral als point-guard. Van Rootselaar speelde ook voor het Nederlands basketbalteam en deed onder andere mee op het EK Basketbal 1987.
Na vier jaar bij BC Omniworld Almere, beëindigde Van Rootselaar in 2002 zijn carrière. Hierna werd hij coach bij dezelfde club. 
In februari 2017 werd hij benoemd tot bondscoach van het Nederlands rolstoelbasketbalteam. Ze haalden in 2021 de Europese titel en in 2023 werden ze derde op het EK in eigen land. Na een teleurstellend resultaat op de Paralympische Spelen in Parijs, geen medaille maar een zesde plek, besloot de Nederlandse Basketball Bond (NBB) zijn contract niet te verlengen. Van Rootselaar werd geprezen voor het achterlaten van een goede ploeg met zowel gevestigde spelers als aankomende talenten.

## Erelijst

### Club
Den Helder
- Landskampioen (5): 1989, 1990, 1991, 1992, 1995
- NBB-Beker (1): 1992

### Individueel
- All-Star gala (7): 1990, 1993, 1994, 1995, 1996, 1998, 1999
- Lijstaanvoerder assists (5): 1992, 1993, 1994, 1995, 1996